# U R Man (EP)
U R Man è il secondo EP del gruppo musicale sudcoreano SS501, pubblicato il 21 novembre 2008 dalla DSP Media.

## Tracce
1. WANT IT
2. U R Man
3. The ONE
4. Sarangingeojyo (사랑인거죠)
5. Never Let You Go
6. I AM